# Auchenbathie Tower

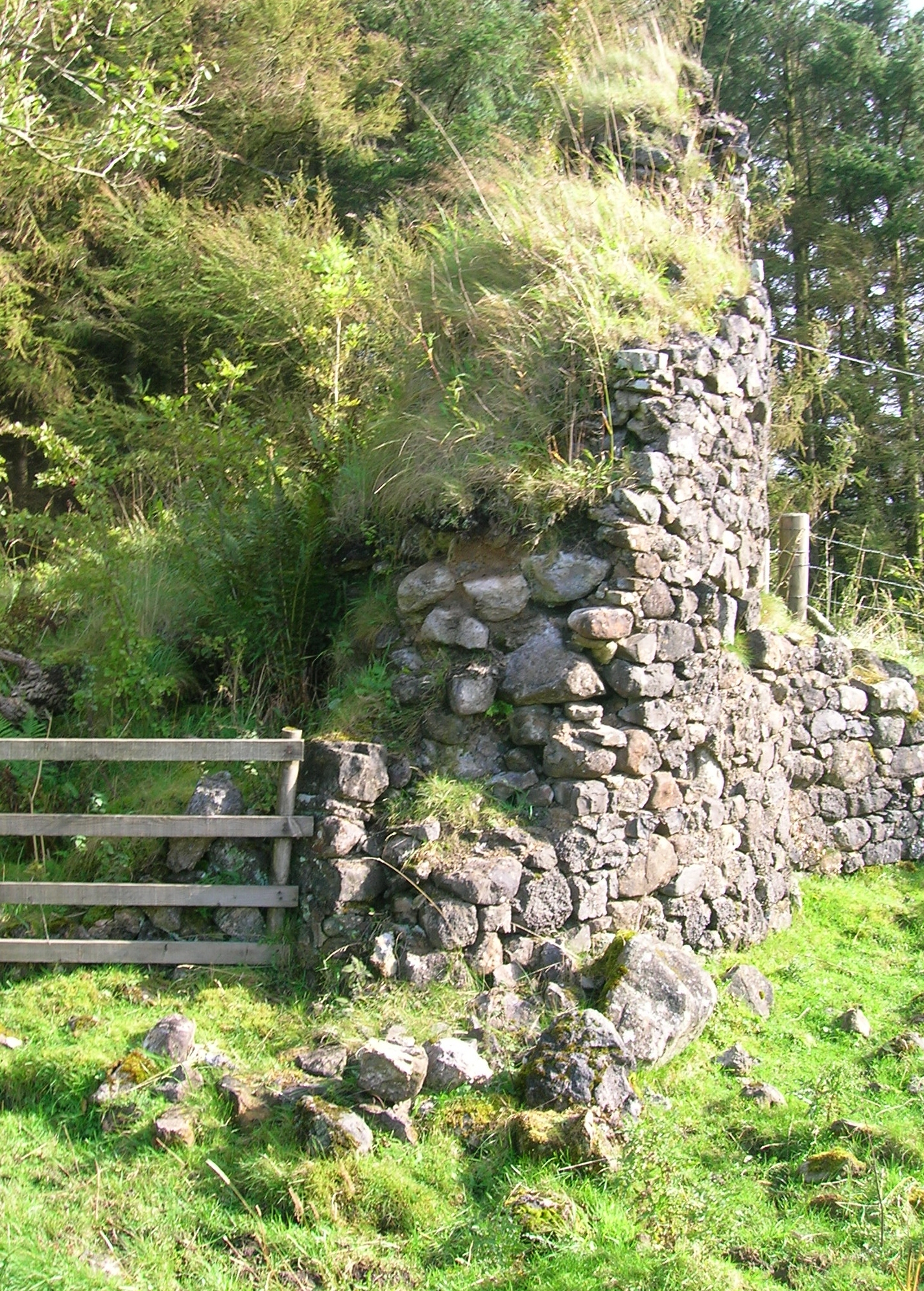
Ruinen von Auchenbathie Tower

Auchinbathie Tower, selten auch Barcraigs Tower, ist die Ruine eines Wohnturms in der schottischen Grafschaft Renfrewshire. Lokal wird das Gebäude auch Auchanbothy genannt.
Die Ruinen von Auchanbathie Tower bedeckten 1856 eine Grundfläche von 8,7 Metern × 3,0–3,6 Metern, aber es ist nur ein Teil der Seitenmauern erhalten geblieben, die heute noch etwa bis zu 5,1 Meter aufragen. Innerhalb der alten Mauern stand eine kleine Scheune, die einst als Stall für Rinder diente. Der Wohnturm gehörte 1398 der Familie Wallace aus Elderslie. Die Mauern sind durchgehend, wenn auch an den meisten Stellen nicht mehr als 1,2–1,5 Meter hoch. Ein kleiner Teil der Mauer in der Nähe der Ruine des alten Bauernhauses wurde entfernt.

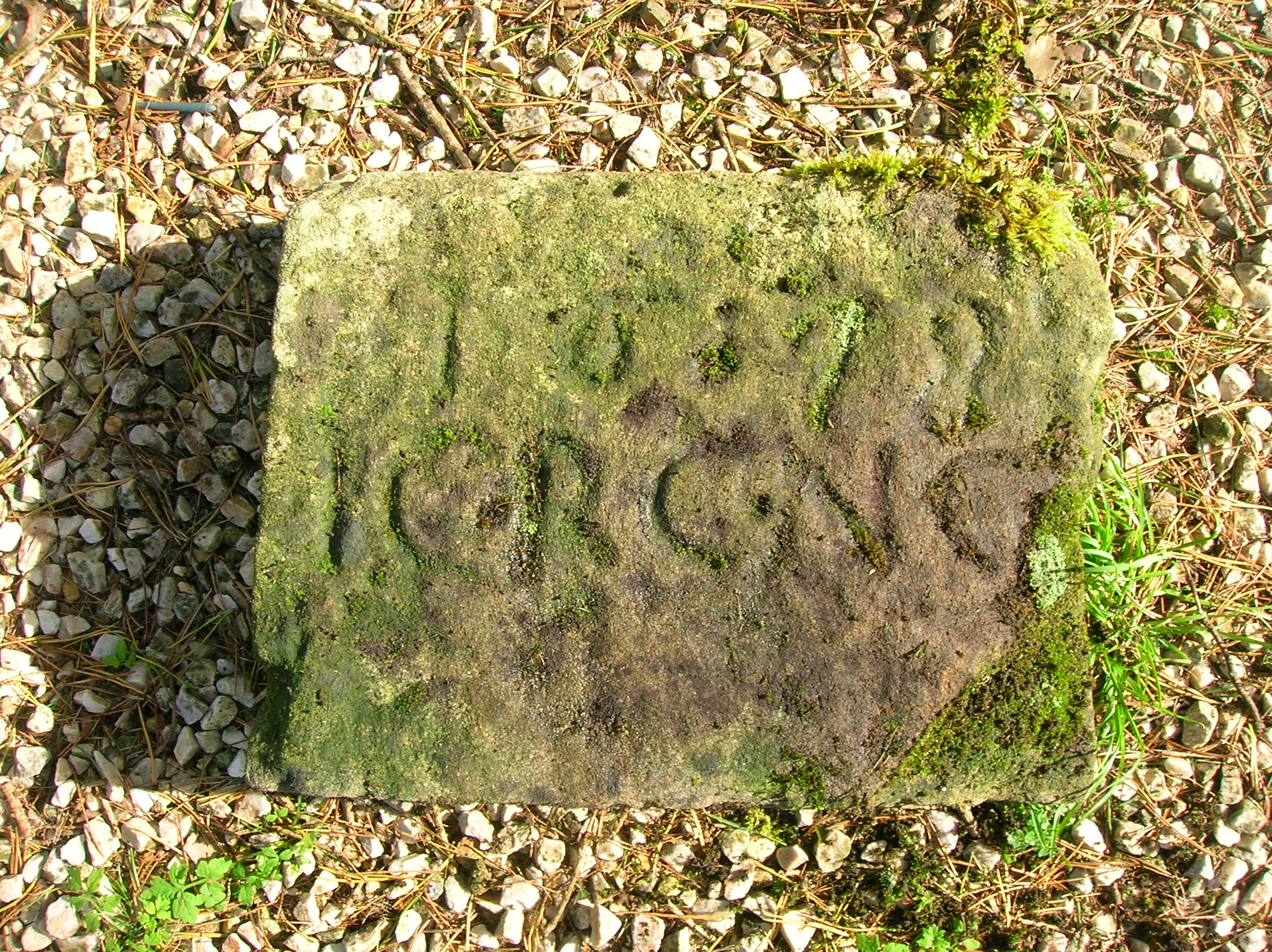
Behauener Stein von der alten Tower Cottage

Einen behauenen Stein fand man in einem Kamin der alten Tower Cottage, einem später neben dem Wohnturm errichteten Bauernhaus, heute ebenfalls eine Ruine. Der Stein trägt die Jahreszahl 1678 und die Buchstaben „I C R C N C“. Dieser Stein war einst im Inneren des mittleren Bauernhauses eingebaut und könnte sich auf die Familie Cochrane beziehen.